# Marco Tullio Giordana
Marco Tullio Giordana, né à Milan, le 1er octobre 1950, est un réalisateur de cinéma, metteur en scène de théâtre et écrivain italien.

## Biographie

### Enfance et formation
Son père était le directeur de l'édition italienne du Reader's Digest.

### Carrière
Le cinéma de Giordana, réalisateur et scénariste italien, remonte aux expériences qu'il a vécues quand il était plus jeune. Pendant les années 1970, il se rapproche du monde cinématographique en travaillant sur le scénario du documentaire Forza Italia! (1977) de Roberto Faenza ; il fait ses débuts derrière la caméra deux ans plus tard avec le long-métrage Maudits je vous aimerai ! (Maladetti, vi amerò), une vision sans concession de l'Italie, présenté au Festival de Cannes et récompensé au Festival de Locarno.
En 1981, son ambitieux projet, La caduta degli angeli ribelli est présenté au Festival de Venise. Puis en 1984, il adapte à la télévision le roman de Carlo Castellaneta Notti e Nebbie, histoire d'un personnage fasciste qui se déroule à Milan, durant la période de déclin de la République de Salò.
Il réalise en 1987 Appuntamento a Liverpool, film sur le massacre du Heysel qui, durant la finale de la Coupe des Champions à Bruxelles, a entrainé la mort de 39 personnes (dont 32 italiens) ;  cette œuvre a été ensuite projetée en avant-première au Festival de Venise.
En 1991, il participe à la réalisation du film La domenica specialmente, divisé en quatre épisodes (les trois autres ont été réalisés par Giuseppe Tornatore, Giuseppe Bertolucci et Francesco Barilli).
En 1995, il s'intéresse à l'histoire italienne avec Pasolini, un delitto italiano. Un an après, il participe avec d'autres réalisateurs (Gianni Amelio, Marco Risi, Alessandro d'Alatri et Mario Martone) au projet de la Rai et de Unicef Au-delà de l'enfance – cinq réalisateurs pour l'Unicef, avec le film Scarpette bianche.
En 2000, il retourne au festival de Venise pour son film I cento passi à travers lequel il dénonce les méfaits de la Mafia en racontant la vie de Peppino Impastato ; il gagne le prix du meilleur scénario.
En 2003, il réalise pour la télévision le film Nos meilleures années (La meglio gioventù) qui retrace l'histoire italienne des années 1960. Cette longue œuvre (6 heures au total) est produite par la Rai avant de trouver une issue cinématographique. Le film sort alors en 2 parties dans peu de salles de cinéma mais connaît un grand succès malgré sa longue durée.
En 2005, il se présente à Cannes avec son film Quando sei nato non puoi più nasconderti.
En 2008, il réalise un nouveau film, Une Histoire italienne (Sangue pazzo), avec Luca Zingaretti, Monica Bellucci et Alessio Boni, un de ses acteurs fétiches.

## Filmographie

### Réalisateur
- 1979 : Maudits je vous aimerai ! (Maladetti, vi amerò), récompensé au festival de Locarno.
- 1981 : La Chute des anges rebelles (La caduta degli angeli ribelli)
- 1984 : Nuits et Brouillards (it) (Notti e nebbie), téléfilm sur la chute du régime mussolinien
- 1987 : Appuntamento a Liverpool (it)
- 1991 : Le Dimanche de préférence (La domenica specialmente), segment La Neige sur le feu (La neve sul fuoco)
- 1995 : Pasolini, mort d'un poète (Pasolini, un delitto italiano)
- 1996 : Scarpette blanche (Scarpette bianche), documentaire
- 2000 : Les Cent Pas (I cento passi), film sur les méfaits de la mafia, prix du meilleur scénario à la Mostra de Venise.
- 2003 : Nos meilleures années (La Meglio gioventù), film TV de six heures sur l'histoire de l'Italie des années 1960 évoquant les Brigades rouges. Prix « Un certain regard » au festival de Cannes.
- 2005 : Une fois que tu es né (Quando sei nato non puoi più nasconderti)
- 2008 : Une histoire italienne (Sangue pazzo), film sur le fascisme en Italie à partir de la vie du couple d'acteurs italiens à l'époque fasciste Osvaldo Valenti- Luisa Ferrida.
- 2012 : Piazza Fontana (Romanzo di una strage), film sur l'attentat de la piazza Fontana.
- 2015 : Lea
- 2017 : Due soldati
- 2018 : Nome di donna
- 2021 : Yara (it)

### Scénariste
- 1978 : Forza Italia de Roberto Faenza

## Distinctions
- 1980 : primé au festival de Locarno pour Maudits je vous aimerai ! (Maladetti, vi amerò).
- 2000 :
  - prix du meilleur scénario à la Mostra de Venise pour Les Cent pas.
  - prix Sergio-Leone au Festival du film italien d'Annecy pour Les Cent pas.
- 2003 : prix « Un certain regard » au festival de Cannes pour Nos meilleures années (La Meglio gioventù).
- 2004 : Ruban d'argent du réalisateur du meilleur film pour Nos meilleures années (La Meglio gioventù)
- 2012 : prix « Amilcar de la Presse » au festival du film italien de Villerupt pour Piazza Fontana.
- 2017 : Amilcar de la ville au Festival du film italien de Villerupt[1].

## Publication
- Marco Tullio Giordana : La Voiture de Papa, éd. Jean-Claude Lattes, 2008, 340 pages. Un médecin, issu d'une riche famille milanaise est rattrapé par son passé dans les Brigades rouges.